# Carla Ortiz
Carla Ortiz Oporto, née à Cochabamba le 2 décembre 1978 est une actrice bolivienne.
Dans les années 1990 elle s'installe à Mexico, elle habite aujourd'hui à Los Angeles. 
Elle est également connue dorénavant pour ses interventions favorables au régime syrien dans le cadre de la guerre en Syrie,.

## Filmographie

### Cinéma
- 2009 : Escríbeme postales a Copacabana de Thomas Kronthaler
- 2007 : Los Andes no creen en Dios d'Antonio Eguino
- 2006 : Shut Up and Shoot! de Silvio Pollio
- 2005 : Che Guevara de Josh Evans
- 1998 : Mookie d'Hervé Palud

### Télévision
- 2001 : Secreto de amor
- 2000 : Primer amor
- 1999 : Todo se Vale
- 1999 : Mujeres engañadas
- 1998 : Gotita de amor

## Syrie
Durant le conflit syrien, l'actrice prend parti pour le régime de Bachar el-Assad à la suite de plusieurs voyages en Syrie, où elle est invitée par le régime, qualifiés par les journalistes Sam Charles Hamad et Oz Katerji de « visites chaperonnées ». Elle publie des reportages qui sont repris par des médias d’État russes dans des campagnes de désinformation considérées comme de la propagande du Kremlin, ou encore une « guerre de la désinformation contre la vérité » aux côtés de reportages de blogueurs jusqu'alors inconnus, comme Rania Khanek, Eva Bartlett ou Vanessa Beeley, également connues pour leur rôle dans la désinformation et la propagande de guerre du régime syrien,,.